# جنكيز قربانوف
جنكيز قُربانوف (بالأذرية: Çingiz Qurbanov) - جندي من القوات المسلحة الأذربيجانية، قتل في الاشتباكات الأذربيجانية الأرمنية 2016 وبعد وفاته حصل على لقب «البطل الوطني لأذربيجان».

## سيرة الذاتية
ولد جنكيز سلمان أوغلي قُربانوف في قرية هزره بمقاطعة قوسار في 24 نوفمبر عام 1994. تخرج من المدرسة الثانوية عام 2012. والتحق بجامعة أذربيجان التقنية في نفس السنة وتخرج منها عام 2016. أدى خدمته العسكرية في مقاطعة تووز.
يوم 29 ديسمبر 2016، أي بعد أربعة أشهر فقط من الخدمة، قُتل جنكيز قُربانوف خلال مواجهة عسكرية بالقرب من الحدود الأرمنية الأذربيجانية جنوب شرق قرية جيناري، الواقعة في منطقة الحدود.
ووفقا لتقرير من وزارة الدفاع الأذربيجانية، فإنه كان يُشارك بمنع مهام فريق الاستخبارات التابع للقوات المسلحة الأرمنية.
أُعيدت جثة قُربانوف للجانب الأذربيجاني في 5 فبراير 2017، عبر وساطة الممثل الشخصي لرئيس منظمة الأمن والتعاون في أوروبا أندريه كاسبيرزيك واللجنة الدولية للصليب الأحمر، وتسلمتها السلطات قرب قرية بالا جعفرلي في مقاطعة قازاخ الأذربيجانية.
وفي 7 فبراير عام 2017 مُنح جنكيز قُربانوف لقب البطل الوطني لأذربيجان بأمر من رئيس الجمهورية إلهام علييف.